# ГЕС Грана
ГЕС Грана — гідроелектростанція у центральній частині Норвегії за шість десятків кілометрів на південний захід від Тронгейма. Становить бічну гілку гідровузла у сточищі річки Оркла, яка впадає до Оркдалс-фіорду — однієї із заток на південному узбережжі Тронгейм-фіорду.
Накопичення ресурсу для роботи станції відбувається у водосховищі Granasjøen, створеному на лівій притоці Оркли річці Грані. Зведена тут кам'яно-накидна гребля із моренним ядром висотою 55 метрів, довжиною 1080 метрів та шириною по гребеню 8 метрів потребувала 1,5 млн м3 матеріалу. Вона утворила резервуар з площею поверхні 6,7 км2 та об'ємом 139 млн м3, в якому припустиме коливання рівня між позначками 610 та 650 метрів НРМ. Окрім власного стоку, сюди перекидається додатковий ресурс із струмків Stavaa та Свартбеккен — відповідно правої та лівої приток Грани, устя яких лежать ниже від греблі.
Зі сховища по лівобережжю Грани прокладено дериваційний тунель завдовжки 11,5 км, який на своєму шляху отримує додатковий ресурс із водозаборів на Хелі (ще одна притока Грани), Jola (права притока Resa, котра впадає ліворуч до Оркли) та Fjellbekken (права притока Jola). Два останні водозабори розташовані послідовно на бічному тунелі довжиною 4,4 км з перетином до 20 м2.
У підсумку вода надходить до машинного залу, обладнаного однією турбіною типу Френсіс потужністю 75 МВт, які використовує напір у 455 метрів та забезпечує виробництво 332 млн кВт-год електроенергії на рік.
Відпрацьована вода по відвідному тунелю довжиною 5,3 км транспортується до Оркли та прямує по ній далі до греблі ГЕС Своркмо.